# أم ألهة المسكن
أم ألهة المسكن (باليابانية: 女神寮の寮母くん) (بالإنجليزية: Mother of the Goddess' Dormitory)‏ هي سلسلة مانغا يابانية تنشر في مجلة شونن إيس منذ ديسمبر 2017 وتم جمعها في 7 تانكوبون وتم عمل مسلسل أنمي من إنتاج أسرياد عرض في يوليو حتى سبتمبر 2021.